# Antonio Buono
(Antonio Buono, Vostro Onore senza onore)
Antonio Buono (Montemarano, 13 luglio 1913 – Bologna, 7 gennaio 1988) è stato un magistrato italiano.

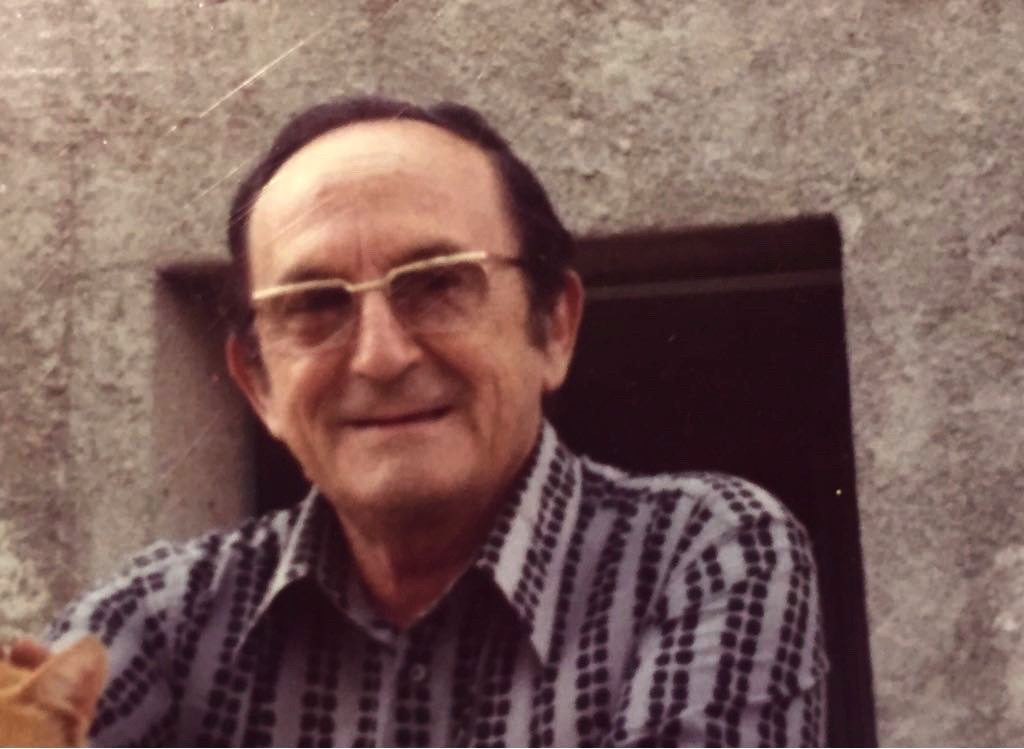
Il magistrato Antonio Buono

Presidente di sezione della Corte di Cassazione.

## Biografia
Ha lavorato nel ferrarese come Pretore e Sostituto Procuratore,  a Rovigo (Pretore e Giudice), a Ferrara (Presidente della Corte d'Assise), a Forlì ( Presidente del Tribunale). Molte sue sentenze sono apparse su riviste giuridiche.
Nel 1944 a Copparo, dove era Pretore e Direttore delle carceri, aiuta la detenuta politica, socialista, Alda Costa ad incontrare un compagno di partito a cui passare una lista di nomi per ricostruire le file del partito socialista. In questo periodo si rifiuta di applicare le direttive della Questura che imponevano non venissero aperte le celle dei detenuti politici durante i bombardamenti. In luglio riesce a sfuggire alle camicie nere che cercavano di catturarlo.
Per il suo comportamento L'ANPI gli darà il riconoscimento di patriota. L'episodio è ricordato nella biografia di Alda Costa scritta da Autunno Ravà.
Nell'ottobre 1945 è Pubblico Ministero nel processo contro Carlo De Sanctis. Il De Sanctis dal 23 febbraio 1943 era stato a Ferrara come capo dell'ufficio politico della Questura ed era capo della banda fascista che dal luglio 1944  aveva compiuto sevizie, maltrattamenti e assassini in accordo con le SS. L'episodio più noto è l'eccidio avvenuto nei pressi del Caffè del Doro dove sette antifascisti vennero trucidati il 17 novembre 1944. Per il De Sanctis e altre 4 persone, Domenico Apollonio, Luigi D'Ercole, Giulio Valli, e Mario Balugani il P.M. Buono chiese e ottenne la condanna a morte, il 4 ottobre 1945 dalla Corte d'Assise Straordinaria di Ferrara. La Cassazione il 12 febbraio 1946 annullò la sentenza e la pena fu ridotta in seguito all'amnistia. 
Sostituto procuratore a Ferrara negli anni 44-46, ha indagato sui numerosi episodi criminali, che nel dopoguerra hanno insanguinato la città estense e provincia, compiuti da bande di ex-partigiani e infiltrati fascisti. Tra queste, la strage nel carcere cittadino dell'8 giugno 1945 dove vennero uccisi 17 detenuti fascisti in attesa di giudizio e il capo guardia, mentre altri 9 vennero feriti.
Sulla figura del magistrato, sul suo intenso lavoro istruttorio e sui memoriali da lui lasciati, si ispira il romanzo storico di Alessandro Carlini “Gli Sciacalli”, pubblicato il 21.01.21 per i tipi Newton Compton editori.
Amante dello sport e grande tifoso del Napoli ha fatto parte della C.A.F. (Commissione di Appello Federale) della F.I.G.C.
Negli anni sessanta fu uno dei fondatori di Magistratura Indipendente. Ha diretto per anni il giornale dell'associazione.
Dal 1972 al 1976 ha fatto parte del Consiglio Superiore della Magistratura come componente eletto dai giudici. Del CSM è stato Direttore dell'Ufficio Stampa.
Nel 1981 viene coinvolto nella vicenda P2. Antonio Buono ha confermato l'adesione alla massoneria ma ha negato la sua appartenenza alla loggia, ma diversi documenti comporverebbero rapporti tra Buono e Gelli. Comunque la stessa Commissione Anselmi
riporta un provvedimento decisionale del Consiglio Superiore della Magistratura del 5 aprile 1984 a proposito dei magistrati coinvolti in un'inchiesta su presunte corresponsioni di denaro a membri di magistratura Indipendente in cui si decide l'archiviazione dell'indagine iniziata nei confronti dei magistrati per l'assenza dei riscontri probatori in ordine ai fatti riportati..
Nel dettaglio,  nella relazione di maggioranza della commissione Parlamentare, si legge:
Al riguardo si ricorda, per inciso, che la lettera in oggetto risulta inserita nel fascicolo intestato al magistrato Antonio Buono…. Con riferimento a tal documento è il caso di ricordare - per completezza espositiva - che il Consiglio Superiore della Magistratura, con provvedimento del 5 aprile 1984, ha deciso l'archiviazione dell'indagine iniziata nei confronti dei magistrati nominati dalla suddetta lettera, proprio per l'assenza di riscontri probatori in ordine ai fatti riportati.»
(relazione della Commissione Anselmi)
Parallelamente alla carriera di magistrato Antonio Buono inizia quella di giornalista che risale al 1946. Collabora a diverse testate fra le quali Il sole 24 ore, Il Giorno, Gente,  il Giornale nuovo (che dal 1983 viene rinominato il Giornale). Su quest'ultimo quotidiano dal 12 dicembre 1974 al maggio 1981 sono stati pubblicati oltre 500 editoriali.
Nel 1985 pubblica il suo libro Vostro Onore senza onore  che in prima stesura portava il titolo de Il piccolo giudice.

### Morte
Morì a Bologna il 7 gennaio 1988.

## Pubblicazioni
- “Giustizie e ingiustizie d'Italia” in Italia, dove? / a cura di Gianni Mazzocchi. - Milano : Domus, 1983
- Vostro Onore senza onore / Antonio Buono. - Napoli : Delta, 1985